# Friedrich Sacher

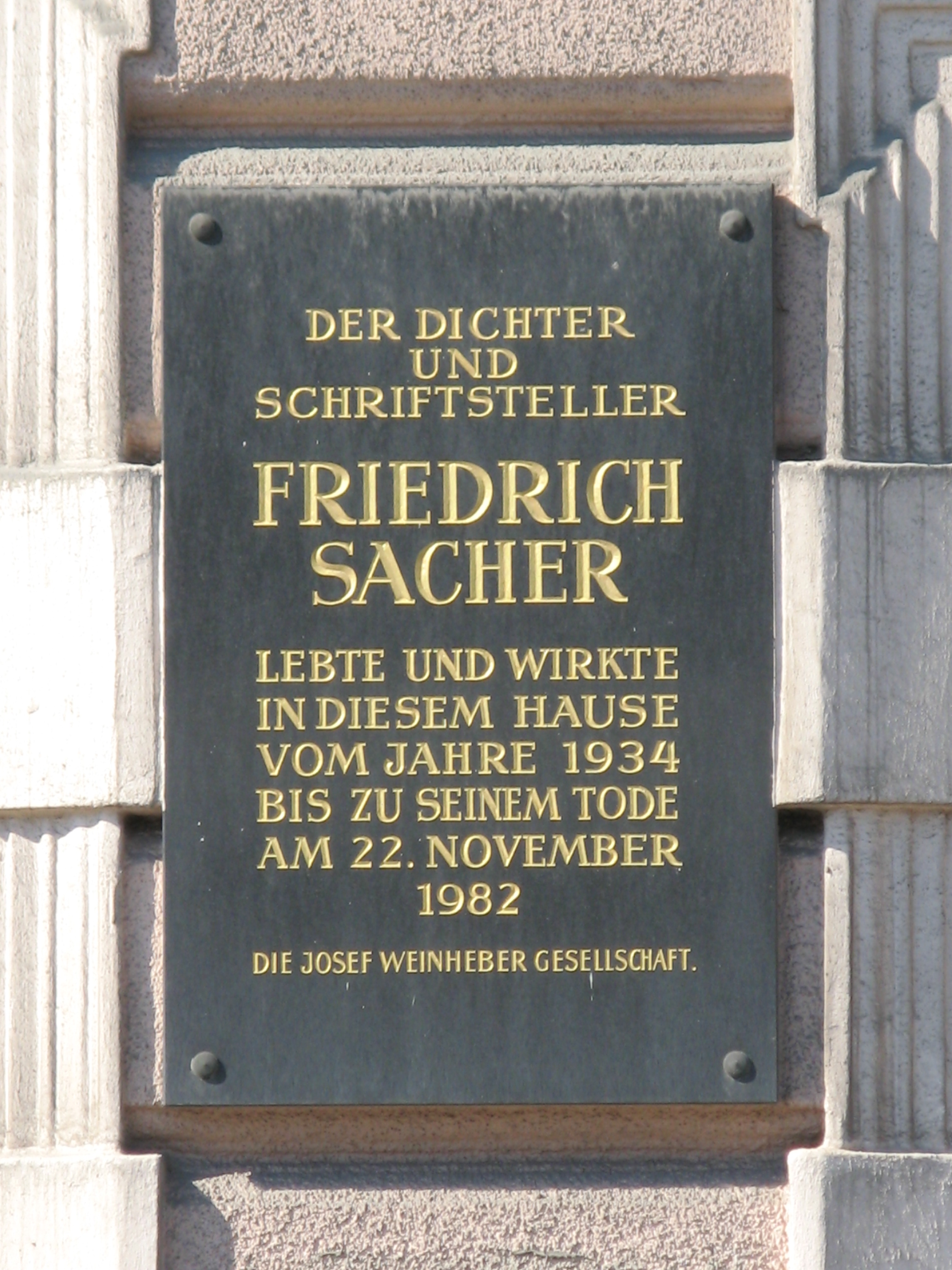
Gedenktafel für Friedrich Sacher am ehemaligen Wohnhaus Ruckergasse 20, Wien-Meidling

Friedrich Sacher, Pseudonym Fritz Silvanus (* 10. September 1899 in Wieselburg, Niederösterreich; † 22. November 1982 in Wien) war ein österreichischer Lyriker, Erzähler und Essayist. 

## Leben
Sacher besuchte das Stiftsgymnasium Melk und studierte anschließend an der Universität Wien Germanistik. Seine Dissertation lautete Der gegenwärtige Stand der Frage des Sprachlehrunterrichts in den niederen Schulen, das Doktorat erlangte er 1924. Friedrich Sacher war ab 1919 als Lehrer an der Bürgerschule in Klosterneuburg tätig, ab 1934 war er freier Schriftsteller. Er wohnte seit 1934 bis zu seinem Tode in der Ruckergasse 20 in Wien-Meidling. Sacher war seit 1941 mit Marie Christine Bentivoglio verheiratet.

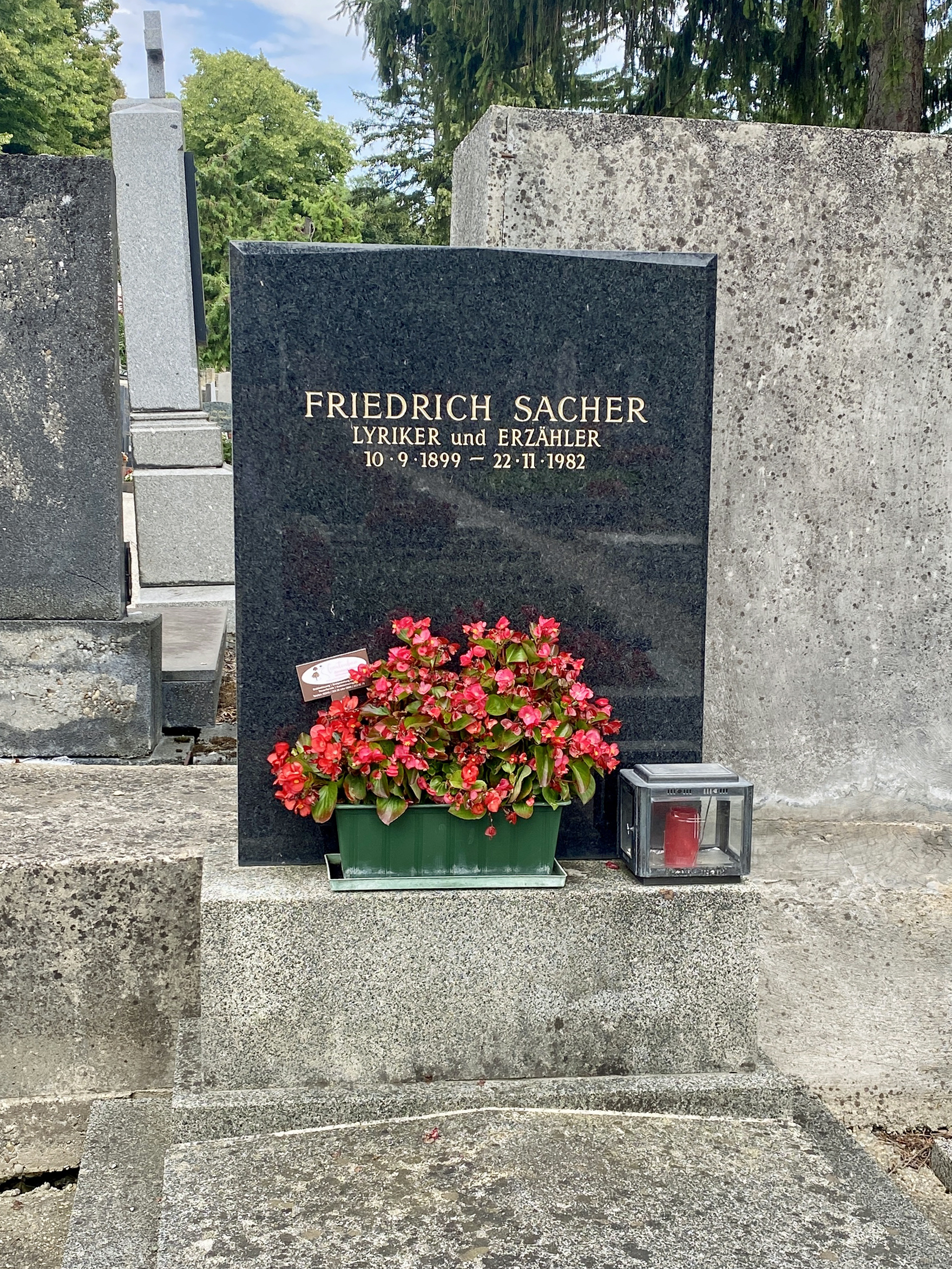
Grab von Friedrich Sacher

Friedrich Sacher ist in Klosterneuburg auf dem Weidlinger Friedhof bestattet.
In Klosterneuburg wurde die Friedrich Sacher-Gasse ⊙ und in Wieselburg die Dr.-Friedrich-Sacher-Gasse ⊙ nach ihm benannt.

## Bedeutung
Er vertrat christlich-konservative Positionen, in den 1930er-Jahren eine nationale Einstellung. Sachers Lyrik orientiert sich an Rilke, er war seit 1929 mit Josef Weinheber befreundet. Er initiierte den Dichterkreis „Die Gruppe“. Sein umfangreicher Nachlass an Briefen befindet sich in der Wiener Stadt- und Landesbibliothek.

## Ehrungen
- 1956 Professor
- 1960 Kulturpreis des Landes Niederösterreich
- 1970 Ehrenkreuz für Wissenschaft und Kunst I. Klasse
- 1978 Goldenes Ehrenzeichen für Verdienste um das Land Wien
- Gedenktafel am Wohnhaus Ruckergasse 20, Wien-Meidling

## Werke
- Gesammelte Schriften, 3 Bände, 1932–34
- Maß und Schranke, 1937, Adolf Luser Verlag
- Mensch in den Gezeiten, 1937, Adolf Luser Verlag
- Leben, das dank ich dir, herausgegeben von H. Schwarzbauer, 1979
- Ausgewählte Werke, 3 Bände, 1988